# گمینا سنپولنو کراینگسکیه
گمینا سنپولنو کراینگسکیه (به لهستانی:  Gmina Sępólno Krajeńskie) یک گمینا در لهستان است که در شهرستان شمپولنو واقع شده‌است. گمینا سنپولنو کراینگسکیه ۲۲۹٫۱۸ کیلومتر مربع مساحت و ۱۵٬۹۰۷ نفر جمعیت دارد.